# Perfilaje de pozo
El perfilaje de pozo, también conocido como well logging (término en inglés), es una manera de obtener un registro detallado (perfil de pozo) de las formaciones geológicas penetradas por la perforación de un pozo. El perfilaje puede ser una inspección visual de las muestras que llegan a la superficie acarreadas por el lodo que retorna de la perforación (perfiles geológicos), o bien puede basarse en la medición de una propiedad física a través del uso de herramientas especiales que son descendidas dentro del pozo (perfiles geofísicos). Algunos tipos de perfiles geofísicos de pozo pueden ser llevados a cabo durante cualquiera de las etapas de la historia del pozo: perforación, terminación, producción, o abandono. Estos registros se realizan en pozos perforados para la exploración de petróleo y gas, aguas subterráneas, minerales y geotermia, así como también como parte de estudios de medioambiente o geotécnicos.

## Perfilaje mediante cable

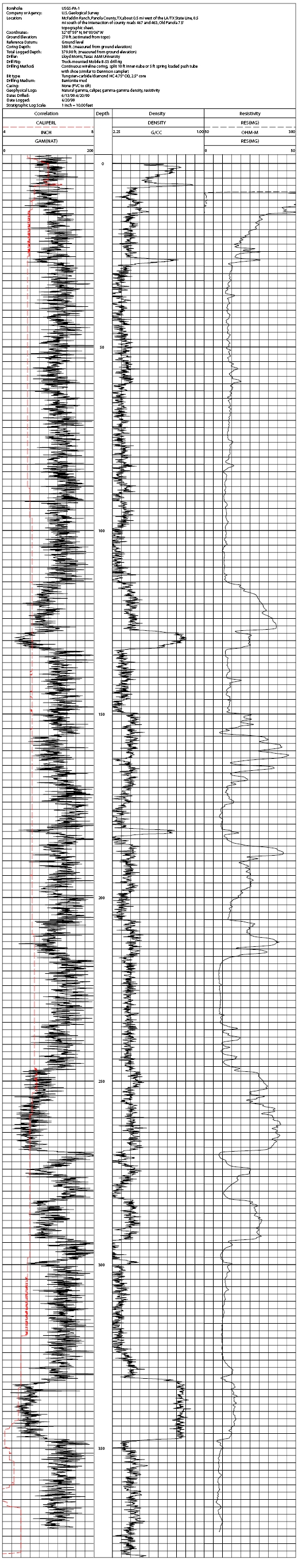
Registro obtenido mediante cable, que comprende registros de calibración, densidad y resistividad.

Diferentes industrias, como la minería, el petróleo y el gas utilizan el perfilaje mediante cable para obtener un registro continuo de las propiedades de la roca de una formación, así como consultores de agua subterráneas e ingenieros ambientales. El perfilaje con cable consiste en la adquisición y análisis de datos geofísicos realizados en función de la profundidad del pozo, junto con la provisión de servicios relacionados. Es de notar que el «perfilaje mediante cable» y el «registro de lodo» (o mud logging en inglés) no son lo mismo, pero están estrechamente vinculados a través de la integración de los conjuntos de datos. Las mediciones se hacen referenciadas a la profundidad del pozo (TD: Total Depth). Estas y el análisis asociado se pueden usar para calcular propiedades petrofísicas, como la saturación de hidrocarburos y la presión de formación, y para tomar decisiones durante la perforación y producción.
El perfilaje con cable se realiza bajando una «herramienta de registro» al interior del pozo. Esta herramienta se coloca en el extremo de un cable y a veces puede estar combinada con otras herramientas e instrumentos. El perfilaje se realiza desde el fondo del pozo hacia la boca del mismo, ubicada en la superficie del terreno. Al mismo tiempo que la herramienta asciende por el pozo a una velocidad constante, va registrando a través de una serie de sensores, las propiedades físicas de las rocas que componen las formaciones geológicas atravesadas. Existe una gran variedad de herramientas de perfilaje. Algunas de ellas miden la emisión natural de rayos gamma, otras se basan en principios acústicos, respuestas radiactivas estimuladas, electromagnetismo, resonancia magnética nuclear, presión y otras propiedades de las rocas y sus fluidos contenidos. Para este artículo, las herramientas se dividen según la propiedad principal a la que responden.
Los datos en sí se registran en la superficie (modo en tiempo real) o en el pozo (modo de memoria) en un formato de datos electrónicos y luego se proporciona al cliente un registro impreso o una presentación electrónica llamada «registro de pozo», junto con una copia electrónica de los datos brutos. Las operaciones de perfilaje de pozo pueden realizarse durante el proceso de perforación (consulte Registro durante la perforación) para proporcionar información en tiempo real sobre las formaciones que están siendo penetradas por el pozo, o bien se realizan una vez que el pozo ha alcanzado la profundidad deseada.
Los datos en tiempo real se registran directamente en función de la profundidad medida por cable. Los datos de la memoria se registran en función del tiempo y luego los datos de profundidad se miden simultáneamente en relación con el tiempo. Los dos conjuntos de datos se combinan utilizando la base de tiempo común para crear un registro de respuesta del instrumento versus profundidad. La profundidad registrada en la memoria también se puede corregir exactamente de la misma manera que se realizan las correcciones en tiempo real, por lo que no debería haber diferencia en la precisión de la profundidad total (TD) alcanzable.
La profundidad medida del cable se puede derivar de varias mediciones diferentes, pero generalmente se registra en base a un contador de rueda calibrado o (más exactamente) utilizando marcas magnéticas que proporcionan incrementos calibrados de la longitud del cable. A continuación, las mediciones realizadas deben corregirse por el estiramiento elástico y la temperatura.
Hay muchos tipos de perfilajes de pozo y se pueden clasificar por su función o por la tecnología que utilizan. Los «registros de pozo abierto» se ejecutan antes de que el pozo de petróleo o gas esté entubado, es decir revestido con tubería. Los «registros de pozo entubado» se ejecutan después de que el pozo ha sido revestido con la tubería de producción.
Los registros de cable se pueden dividir en categorías amplias en función de las propiedades físicas medidas.

## Perfilajes eléctricos

### Perfilaje de resistividad
El perfilaje de resistividad mide la resistividad eléctrica de las rocas del subsuelo. La resistividad es la resistencia que presenta un material al paso de una corriente eléctrica. Esto ayuda a diferenciar entre formaciones que contienen agua salada (buenos conductores de electricidad) y aquellas saturadas de hidrocarburos (malos conductores de electricidad). Las mediciones de resistividad y porosidad se utilizan para calcular la saturación de agua del reservorio. La resistividad se expresa en ohmios•metro, y con frecuencia se representa en una escala logarítmica en función de la profundidad debido al amplio rango de valores de resistividad. La distancia desde la pared del pozo penetrada por la corriente eléctrica hacia el interior de la formación geológica, varía según la herramienta, desde unos pocos centímetros hasta varios metros. Esta distancia se conoce como profundidad de investigación y es radial.

### Imágenes de pozo
El término «imágenes del pozo» se refiere a los métodos de perfilaje y procesamiento de datos que se utilizan para producir imágenes a escala de centímetros de la pared del pozo y de las rocas que la componen. El contexto es, por tanto, el de pozo abierto, pero algunas de las herramientas están estrechamente relacionadas con sus equivalentes de un pozo entubado. La obtención de imágenes de pozos ha sido una de las tecnologías de más rápido avance en el perfilaje de pozos con cable. Las aplicaciones van desde la descripción detallada del yacimiento hasta el rendimiento del yacimiento y la recuperación mejorada de hidrocarburos. Las aplicaciones específicas son la identificación de fracturas, análisis de características sedimentológicas a pequeña escala, evaluación del espesor neto petrolífero (net pay) en formaciones de estratos delgados y la identificación de rupturas (irregularidades en la pared del pozo que están alineadas con la tensión horizontal mínima y aparecen donde las tensiones alrededor el pozo excede la resistencia a la compresión de la roca). El área temática se puede clasificar en cuatro partes:
- Imágenes ópticas
- Imagen acústica
- Imágenes eléctricas
- Métodos que se basan en técnicas de imágenes acústicas y eléctricas utilizando la misma herramienta de registro

### Perfilajes de porosidad
Los perfilajes de porosidad miden la fracción o el porcentaje del volumen de poros en un volumen de roca. La mayoría de los peerfilajes de porosidad utilizan tecnología acústica o nuclear. Los perfilajes acústicos miden las características de las ondas sonoras que se propagan a través del entorno del pozo. Los perfilajes nucleares utilizan reacciones nucleares que tienen lugar en el instrumento de registro de fondo de pozo o en la formación. Los perfilajes nucleares incluyen perfilajes de densidad y perfilajes de neutrones, así como registros de rayos gamma que se utilizan para la correlación.
El principio básico detrás del uso de la tecnología nuclear es que una fuente de neutrones colocada cerca de la formación cuya porosidad se está midiendo dará como resultado que los neutrones sean dispersados por los átomos de hidrógeno, principalmente los presentes en el líquido existente en la formación. Dado que hay poca diferencia en los neutrones dispersados por hidrocarburos o agua, la porosidad medida da una cifra cercana a la verdadera porosidad física, mientras que el valor obtenido mediante las medidas de resistividad eléctrica es el debido al fluido conductor en la formación. La diferencia entre las medidas de porosidad de neutrones y porosidad eléctrica indica, por tanto, indica la presencia de hidrocarburos en el fluido de la formación.

#### Densidad
El perfilaje de densidad mide la densidad aparente de una formación bombardeándola con una fuente radiactiva y midiendo el recuento de rayos gamma resultante producto de los efectos de dispersión de Compton y absorción fotoeléctrica. Esta densidad aparente se puede utilizar para determinar la porosidad.

#### Porosidad mediante neutrones
El perfilaje de porosidad mediante neutrones funciona bombardeando una formación con neutrones epitérmicos de alta energía que pierden energía mediante dispersión elástica hasta alcanzar niveles casi térmicos antes de ser absorbidos por los núcleos de los átomos de la formación. Dependiendo del tipo particular de herramienta de registro de neutrones, se detectan ya sea el rayo gamma de captura, neutrones térmicos dispersos o neutrones epitérmicos dispersos de mayor energía. El registro de porosidad mediante neutrones es predominantemente sensible a la cantidad de átomos de hidrógeno presentes en una formación particular, que generalmente corresponde con la porosidad de la roca.
Se sabe que el boro causa tasas de recuento de neutrones anormalmente bajas debido a que tiene una sección transversal de captura alta para la absorción de neutrones térmicos. Un aumento en la concentración de hidrógeno en minerales de arcilla tiene un efecto similar en la tasa de conteo.

## Muestreo

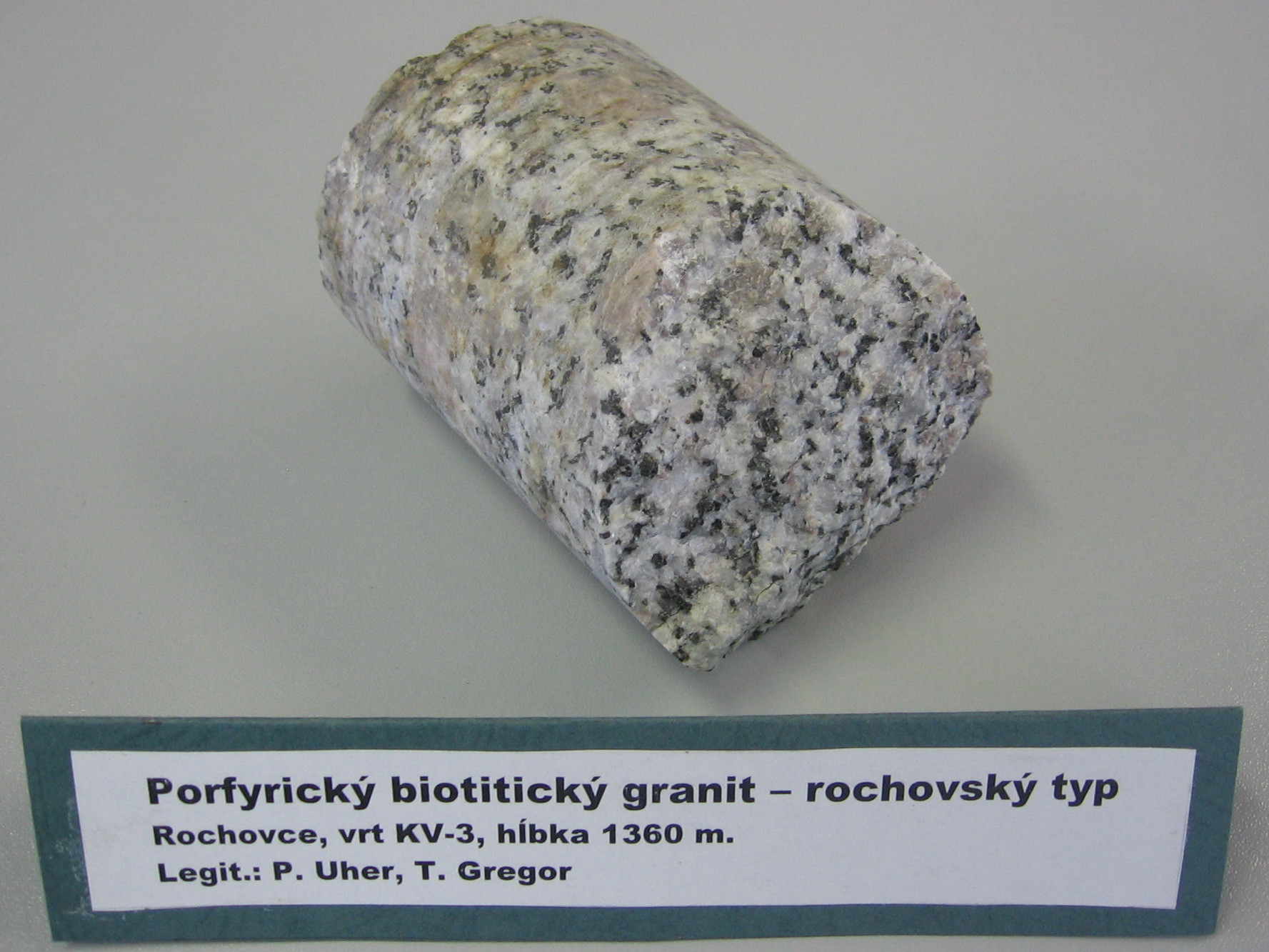
Muestra de granito.

La extracción de muestras es el proceso de obtener una muestra real de una formación rocosa del pozo. Hay dos tipos principales de extracción de muestras: «extracción de muestra completa», en la que se obtiene una muestra de roca utilizando una broca especializada cuando el pozo penetra primero en la formación y «extracción de muestra de la pared lateral», en la que se obtienen múltiples muestras del costado del pozo después de haber atravesado una formación. La principal ventaja de la extracción de muestras de pared lateral sobre la extracción de muestras completa es que es más barata (no es necesario detener la perforación) y se pueden adquirir fácilmente varias muestras, siendo las principales desventajas de que puede haber incertidumbre en la profundidad a la que se tomó la muestra y la herramienta puede fallar y no adquirir la muestra.